# Anorektalne anomalije
Anorektalne anomalije čine skup različitih kongenitalnih defornacija završnog dela debelog creva. Mogu biti minimalne urođene mane debelog creva, ili veoma kompleksne regionalne anomalije koje zahvataju više organskih sistema sa kliničkom slikom veoma bolesnog dete. Podrazumevaju slepo završen rektum koji se najčešće fistuloznim kanalom uliva u urinarni (dečaci) ili genitalni trakt (devojčice). Ukoliko se uretra, vagina i rektum završavaju u zajedničkom kanalu, koji jednim otvorom komunicira sa spoljašnjom sredinom, radi se o kloaki. Kod devojčica ova anomalija predstavlja najteži oblik anomalija dečijeg uzrasta.

## Epidemiologija
Učestalost ovih anomalija na globalnom nivou iznosi 1:4.000 do 1:5.000 živorođenih novorođenčadi.

## Embriologija i patogeneza nastanka anorektalnih anomalija
Završno crevo čini osnovu za transverzalni deo debelog creva ili kolona, descendentni kolon, sigmoidni kolon, rektum i gornji deo analnog kanala. Donji deo analnog kanala nastaje iz ektoderma, a gornji iz endoderma zavrašnog creva. U početku osnova za mokraćni sistem i završno crevo imaju jedinstven završetak - kloakalnu membranu. Kasnije, urorektalna pregrada raste kaudalno prema kloaki i razdvaja taj prostor na prednji deo koji se naziva primitivni urogenitalni sinus i na zadnji anorektalni kanal. Na kraju sedme nedelje embrionalnog razvoja kloakalna
membrana više nije jedinstven otvor. Sada čini prednji otvor za primitivni urogenitalni sinus i
stražnji analni otvor. Zbog bujanja ektoderma analni kanal je zatvoren. Rekanalizacija se
odvija oko devete nedelje.

### Genetika
Genetika anorektalnih anomalija još nije sasvim ispitana. Smatra se da ove anomalije imaju multifaktorijalno poreklo, a u slučaju nekih sindroma koji uključuju i ove anomalije definisana je genetska osnova.

### Patologija
Anorektalne anomalije nastaju zbog premalene kloake i nedovoljnog rasta urorektalne pregrade koja ne razdvaja u potpunosti urogenitalni sinus od anorektalnog kanala. Neperforirani anus nastaje kada izostane apoptoza ektoderma analne membrane.

### Udružene anomalije
U anorektalnih anomalija vema često su prisutne udružene anomalije:
- urotrakta,
- genitalnog trakta,
- digestivnog trakta (atrezije i stenoze),
- sakruma,
- srčane mane,
- mane lokomotornog sistema,
- anomalije spinalnog kanala.

### Klasifikacija
Zbog prognostičkog značaja, predložena je klasifikacija atrezija anusa prema visini fistule. Naime što je viša anomalija, to je veća učestalost udruženih anomalija, a prognoza u smislu postizanja fekalne kontinencije manja.
| Pol       | Vrste udruženih anomalija |
| --------- | --- |
| Dečaci    | Niske anomalije (rektoperinealna fistula, analna stenoza, analna membrana) — Rektouretralna fistula (bulbouretralna ili rektoprostatična) — Rektovezikalna fistula Atrezija anusa bez fistule — Atrezija ili stenoza rektuma |
| Devojčice | Rektoperinealna fistula — Rektovestibularna fistula — Rektovaginalna fistula — Kloaka — Atrezija anusa bez fistule — Atrezije i stenoze rektuma — Kompleksne i retke anomalije                                               |

## Klinička slika
Klinička slika zavisi od vrste anomalije, a njena kompleksnost od udruženih anomalija. U njoj dominiraju znaci niske crevne opstrukcije (distenzija trbuha, povraćanje).
Često urološke (VUR, hidronefroza) ili genitalne anomalije (hidrokolpos) dovode veoma brzo do razvoja sepse, što nameče potrebu za njihovo urgentno lečenje.

## Dijagnostika
Većina anomalija može da se dijagnostikuje inspekcijom perineuma: nedostatak čmara, postojanje uskog fistuloznog kanala pomerenog unapred ili samo jedan otvor na perineumu devojčice (kloaka) ukazuju na anorekta lnu anomaliju.
Visina anomalije i tačan tip se određuju na osnovu distalnog kolostograma (koji se radi pre definitivne operacije). U svim ovim slučaje vima mora se tragati za udruženim anomalijama.

## Terapija
Cilj lečenja je uspostavljanje fekalne i urinarne kontinencije i normalna seksualna i reproduktivna funkcija.
Nakon postavljanja dijagnoze anorektalne anomalije i određivanja tipa, donosi se odluka o otvaranju kolostome. U većine anomalija ona je neophodna da bi se omogućilo pražnjenje creva do definitivne rekonstrukcije koja se radi nakon nekoliko meseci (2 do 4 meseca, a kod kloake nakon 6 meseci).
Jako niske anomalije tipa membrane ili stenoze anusa moguće je operisati u prva 24 časa dok ne dođe do bakterijske kolonizacije debelog creva.
Kolostoma se otvara na sigmoidnom kolonu i uvek se otvaraju dve odvojene stome. Rekonstruktivna operacija je složena i podrazumeva razdvajanje urinarnog i genitalnog trakta od rektuma, kao i plasiranje rektuma u središte analnog sfinktera.

## Prognoza
Prognoza zavisi od kompleksnosti anomalije. * Ukoliko postoji anomalija sakruma (nedostatak više od 2 pršljena ili deformitet sakruma), nema izgleda za uspostavljanje fekalne kontinencije. * U slučajevima kompleksne kloake najčešće je poremećena i urinarna kontinencija. * Veoma je često prisustvo neurogene bešike.
Napredak hirurgije je ostvaren na polju rekonstrukcije anusa, vagine i uretre, ali ne i na poboljšanju funkcije ovih organa ukoliko za to nema anatomskih uslova. S obzirom da se radi o regionalnoj anomaliji, poremećena je i inervacija ovih organa.

## Spoljašnje veze
- Дечја хирургија Архивирано на веб-сајту  (9. мај 2021)

|  | Molimo Vas, obratite pažnju na važno upozorenje u vezi sa temama iz oblasti medicine (zdravlja). |